# Flaba
Flaba is een plaats in het Franse departement Ardennes in de gemeente Raucourt-et-Flaba.
Voor de Franse Revolutie bestond de plaats uit meer dan 60 huizen maar die werden in 1792 door emigranten verbrand. Het een zelfstandige gemeente tot het in 1828 werd samengevoegd met het aangrenzende Raucourt.